# لوكاس مونيتا
لوكاس مونيتا (بالبولندية: Łukasz Moneta)‏ هو لاعب كرة قدم بولندي في مركز الوسط، ولد في 13 مايو 1994 في راسيبورز في بولندا. لعب مع رتش شوروزو وليغيا وارسو.

## وصلات خارجية
- لوكاس مونيتا على موقع قاعدة بيانات كرة القدم.إي يو (الإنجليزية)
- لوكاس مونيتا على موقع Soccerway.com (الإنجليزية)
- لوكاس مونيتا على موقع AS.com (الإسبانية)